# Erechtia uniformis
Erechtia uniformis är en insektsart som beskrevs av Fowler. Erechtia uniformis ingår i släktet Erechtia och familjen hornstritar. Inga underarter finns listade i Catalogue of Life.